# Montbel (Lozère)
Montbel is een gemeente in het Franse departement Lozère (regio Occitanie) en telt 139 inwoners (1999). De plaats maakt deel uit van het arrondissement Mende.

## Geografie
De oppervlakte van Montbel bedraagt 23,4 km², de bevolkingsdichtheid is 5,9 inwoners per km².
De onderstaande kaart toont de ligging van Montbel (Lozère) met de belangrijkste infrastructuur en aangrenzende gemeenten.

## Demografie
Onderstaande figuur toont het verloop van het inwonertal (bron: INSEE-tellingen).